# Fënsterdall
La réserve naturelle Fënsterdall est une zone humide située sur le territoire de la commune de Boevange-sur-Attert, Grand-Duché de Luxembourg.
Elle a été déclarée zone protégée par un règlement grand-ducal du 18 février 1987.
La zone protégée « Fensterdall » se compose de deux parties :
- la zone A : la réserve naturelle proprement dite.
- la zone B dite zone tampon.

Inderdictions :
Dans la réserve naturelle proprement dite sont interdits :
- les fouilles, sondages, terrassements et extractions de matériaux ;
- le drainage des eaux ;
- toute construction incorporée ou non au sol ;
- l’emploi de pesticides et de substances organiques ou minérales susceptibles de modifier la croissance de la végétation naturelle ;
- le changement d’affectation du sol ;
- la capture d’animaux appartenant à la faune sauvage indigène à l’exception de ceux appartenant à des espèces considérées comme gibier ;
- l’enlèvement de plantes appartenant à la flore sauvage indigène ;
- la circulation de personnes à pied, à cheval ou au moyen de tout véhicule quelconque ;
- la chasse ;
- la divagation d’animaux domestiques.

Dans la zone tampon sont interdits :
- l’enlèvement de terre végétale ;
- le changement d’affectation des sols ;
- le drainage des eaux.